# José Gómez (piłkarz wenezuelski)
José Gregorio Gómez (ur. 27 listopada 1963) – wenezuelski piłkarz występujący na pozycji bramkarza. Wraz z reprezentacją Wenezueli wziął udział w turnieju Copa América 1993. Znalazł się też w kadrze na Copa America 1989 i 1991, lecz tam był tylko rezerwowym zawodnikiem swojej reprezentacji.